# Leptosciarella hirtipennis
Leptosciarella hirtipennis är en tvåvingeart som först beskrevs av Zetterstedt 1848.  Leptosciarella hirtipennis ingår i släktet Leptosciarella och familjen sorgmyggor.
Artens utbredningsområde är Sverige. Arten är reproducerande i Sverige. Inga underarter finns listade i Catalogue of Life.